# Campionati del mondo di ciclismo su strada 2022 - Gara in linea femminile Junior
La gara in linea femminile Junior dei Campionati del mondo di ciclismo su strada 2022 si è svolta il 23 settembre 2022 in Australia, con partenza ed arrivo a Wollongong, su un circuito da ripetere 4 volte, per un percorso totale di 67,2 km. L'oro è stato appannaggio della britannica Zoe Bäckstedt con il tempo di 1h47'05" a 37,653 km/h di media, bissando il successo dello scorso anno, l'argento della francese Eglantine Rayer e il bronzo dell'olandese Nienke Vinke. 
Delle 72 cicliste alla partenza, 57 hanno tagliato il traguardo.

## Squadre partecipanti
| N.    | Cod. | Squadra       |
| ----- | ---- | ------------- |
| 1-4   | GBR  | Gran Bretagna |
| 5-9   | NLD  | Paesi Bassi   |
| 10-14 | FRA  | Francia       |
| 15-19 | GER  | Germania      |
| 20-23 | BEL  | Belgio        |
| 24-25 | CZE  | Rep. Ceca     |
| 26-29 | ESP  | Spagna        |
| 30-34 | ITA  | Italia        |
| 35-36 | EST  | Estonia       |
| 37-41 | AUS  | Australia     |
| 42-45 | CAN  | Canada        |
| 46    | AUT  | Austria       |

| N.    | Cod. | Squadra       |
| ----- | ---- | ------------- |
| 47-50 | KAZ  | Kazakistan    |
| 51-53 | RSA  | Sud Africa    |
| 54    | POL  | Polonia       |
| 55-56 | SUI  | Svizzera      |
| 57    | FIN  | Finlandia     |
| 58-61 | USA  | Stati Uniti   |
| 62    | MAR  | Marocco       |
| 63-64 | JPN  | Giappone      |
| 65-66 | COL  | Colombia      |
| 67-70 | NZL  | Nuova Zelanda |
| 71    | UKR  | Ucraina       |
| 72    | PAK  | Pachistan     |

## Ordine d'arrivo (Top 10)
| Pos. | Corridore            | Squadra     | Tempo    |
| ---- | -------------------- | ----------- | -------- |
| 1    | Zoe Bäckstedt        | G. Bretagna | 1h47'05" |
| 2    | Eglantine Rayer      | Francia     | a 2'07"  |
| 3    | Nienke Vinke         | Paesi Bassi | s.t.     |
| 4    | Francesca Pellegrini | Italia      | a 2'19"  |
| 5    | Maho Kakita          | Giappone    | a 2'21"  |
| 6    | Malwina Mul          | Polonia     | s.t.     |
| 7    | Julia Kopecky        | Rep. Ceca   | s.t.     |
| 8    | Eleonora Ciabocco    | Italia      | s.t.     |
| 9    | Xaydee Van Sinaey    | Belgio      | s.t.     |
| 10   | Alizee Rigaux        | Francia     | s.t.     |